# NGC 2404
NGC 2404 في الفهرس العام الجديد، هي مجرة، تقع في كوكبة الزرافة. اكتشفت في 1 نوفمبر 1788 بواسطة ويليام هيرشل.

## روابط خارجية
- NGC 2404 على موقع ويكي سكاي: DSS2, SDSS, GALEX, IRAS, Hydrogen α, X-Ray, Astrophoto, Sky Map, Articles and images